# Dios es mujer y se llama Petrunya
Dios es mujer y se llama Petrunya (en macedonio: Господ постои, името ѝ е Петрунија, romanizado: Gospod postoi, imeto ì e Petrunija), es una película macedonia de 2019 dirigida por Teona Strugar Mitevska. Cuenta la historia de una mujer que gana un concurso local, pero debido a que generalmente está reservado para hombres, se ve condenada al ostracismo por ello. La película fue seleccionada para competir por el premio Oso de oro en el 69.º Festival Internacional de Cine de Berlín. La película ganó el Premio LUX del Parlamento Europeo entre otros, además de ser nominado para otros.

## Elenco
- Zorica Nusheva como Petrunya
- Labina Mitevska como la periodista Slavica
- Stefan Vujisic como el joven oficial Darko
- Suad Begovski como el sacerdote

## Premios
- Premio LUX del Parlamento Europeo 2019[2]
- German Film Guild y Premios Ecuménicos en el Festival de Cine de Berlín[3]